# Coppa del mondo per club FIFA 2016
La coppa del mondo per club FIFA 2016 (in giapponese: FIFAクラブのワールドカップ 2016, FIFA kurabu no wārudokappu 2016?; in inglese: FIFA Club World Cup Japan 2016 presented by Alibaba YunOS Auto) è stata la 13ª edizione di questo torneo di calcio per squadre maschili di club organizzato dalla FIFA, disputata in Giappone dall'8 al 18 dicembre 2016 e conclusa con la vittoria del Real Madrid, al suo secondo titolo. Si tratta della dodicesima edizione da quando ha sostituito la Coppa Intercontinentale.
Il torneo, che anche in altre occasioni è stato utilizzato per sperimentare novità regolamentari, vede l'utilizzo del VAR. Nella semifinale fra Kashima Antlers e Atlético Nacional è stato assegnato il primo rigore tramite il VAR della storia del calcio.
Vincitore è stato il Real Madrid, al secondo successo nella manifestazione, vittoria che si aggiunge alle tre Intercontinentali vinte dai madrileni nel 1960, nel 1998 e nel 2002 per un totale record di cinque titoli mondiali. Gli spagnoli hanno sconfitto per 4-2 il Kashima Antlers, la prima squadra asiatica ad accedere alla finale del Mondiale per club, e la terza a farlo da campione nazionale del paese ospitante, dopo il Corinthians nell'edizione inaugurale del 2000, e il Raja Casablanca nel 2013. Capocannoniere del torneo è stato Cristiano Ronaldo (Real Madrid) con 4 reti, primo giocatore a segnare una tripletta in finale.

## Scelta del paese ospitante
Sono stati due i paesi a manifestare il proprio interesse per ospitare le edizioni 2015 e 2016 del torneo: Giappone e India.
L'India ha in seguito ritirato la propria candidatura, facendo sì che il Giappone tornasse ad ospitare il torneo.

## Formula
La formula del torneo è la stessa dall'edizione del 2008. Partecipano le sei vincitrici delle rispettive competizioni continentali, più la squadra campione nazionale del paese ospitante. Se una squadra del paese ospitante vince il proprio trofeo continentale, al posto dei campioni nazionali partecipa la finalista della competizione internazionale relativa, visto il divieto di partecipazione per più squadre dello stesso paese.
I campioni nazionali del paese organizzatore devono sfidare i rappresentanti dell'Oceania in un turno preliminare, la cui vincente si aggrega alle detentrici dei titoli di Africa, Asia e Centro-Nord America. Le vincenti di questi scontri sfidano in semifinale le vincitrici della UEFA Champions League o della Coppa Libertadores. Oltre la finale per il titolo si disputano gli incontri per il terzo e il quinto posto.

## Stadi
| Suita                       | Suita Yokohama | Yokohama                       |
| --------------------------- | -------------- | ------------------------------ |
| Suita City Football Stadium | Suita Yokohama | International Stadium Yokohama |
| 34°48′37″N 135°32′33″E      | Suita Yokohama | 35°30′35″N 139°36′20″E         |
| Capacità: 39.694            | Suita Yokohama | Capacità: 72.327               |
|                             | Suita Yokohama |                                |

## Squadre partecipanti
| Squadra           | Data di qualificazione | Confederazione | Qualificata in quanto                        | Partecipazioni       |
| ----------------- | ---------------------- | -------------- | -------------------------------------------- | -------------------- |
| Auckland City     | 23 aprile 2016         | OFC            | Campione OFC Champions League 2016           | 8ª (Ultima nel 2015) |
| América           | 27 aprile 2016         | CONCACAF       | Campione CONCACAF Champions League 2015-2016 | 3ª (Ultima nel 2015) |
| Real Madrid       | 28 maggio 2016         | UEFA           | Campione UEFA Champions League 2015-2016     | 3ª (Ultima nel 2014) |
| Atlético Nacional | 27 luglio 2016         | CONMEBOL       | Campione Coppa Libertadores 2016             | 1ª                   |
| M. Sundowns       | 23 ottobre 2016        | CAF            | Campione CAF Champions League 2016           | 1ª                   |
| Jeonbuk Hyundai   | 26 novembre 2016       | AFC            | Campione AFC Champions League 2016           | 2ª (Ultima nel 2006) |
| Kashima Antlers   | 3 dicembre 2016        | AFC            | Campione 2016 del Giappone, paese ospitante  | 1ª                   |

## Arbitri
La FIFA ha selezionato un arbitro per ogni confederazione. In più vi saranno ulteriori sei ufficiali di gara, a questi abbinati, che fungeranno da addetti al Video Assistant Referee (VAR).
AFC
- Nawaf Shukralla
VAR:  Ravshan Irmatov

CAF
- Janny Sikazwe
VAR:  Bakary Gassama

CONCACAF
- Roberto García Orozco
VAR:  Mark Geiger

CONMEBOL
- Enrique Cáceres
VAR:  Andrés Cunha

OFC
- Abdelkader Zitouni
VAR:  Nicholas Waldron

UEFA
- Viktor Kassai
VAR:  Damir Skomina

## Risultati

### Tabellone
Il sorteggio del tabellone è stato svolto il 21 settembre 2016 presso la sede della FIFA.
|  | Primo turno           | Primo turno                  |                              |                 | Secondo turno   | Secondo turno |                             |                             | Semifinali | Semifinali |  |  | Finale | Finale |
|  |                       |                              |                              |                 |                 |               |                             |                             |            |            |  |  |        |        |
|  | Kashima Antlers       | 2                            |                              |                 |                 |               |                             |                             |            |            |  |  |        |        |
|  | Kashima Antlers       | 2                            |                              |                 |                 |               |                             |                             |            |            |  |  |        |        |
|  | Auckland City         | 1                            |                              |                 | Kashima Antlers | 2             |                             |                             |            |            |  |  |        |        |
|  | Auckland City         | 1                            |                              |                 | Kashima Antlers | 2             |                             |                             |            |            |  |  |        |        |
|  |                       |                              |                              |                 | M. Sundowns     | 0             |                             |                             |            |            |  |  |        |        |
|  | Kashima Antlers       | 3                            |                              |                 | M. Sundowns     | 0             |                             |                             |            |            |  |  |        |        |
|  | Kashima Antlers       | 3                            |                              |                 |                 |               |                             |                             |            |            |  |  |        |        |
|  |                       |                              | Atlético Nacional            | 0               |                 |               |                             |                             |            |            |  |  |        |        |
|  |                       |                              | Atlético Nacional            | 0               |                 |               |                             |                             |            |            |  |  |        |        |
|  |                       |                              |                              |                 |                 |               |                             |                             |            |            |  |  |        |        |
|  |                       |                              |                              |                 |                 |               |                             |                             |            |            |  |  |        |        |
|  | Kashima Antlers (dts) | 2                            |                              |                 |                 |               |                             |                             |            |            |  |  |        |        |
|  | Kashima Antlers (dts) | 2                            |                              |                 |                 |               |                             |                             |            |            |  |  |        |        |
|  |                       | Real Madrid                  | 4                            |                 |                 |               |                             |                             |            |            |  |  |        |        |
|  |                       |                              | 4                            | Jeonbuk Hyundai | 1               |               |                             |                             |            |            |  |  |        |        |
|  |                       |                              |                              |                 |                 |               |                             |                             |            |            |  |  |        |        |
|  |                       | América                      | 2                            |                 |                 |               |                             |                             |            |            |  |  |        |        |
|  | América               | América                      | 2                            | 0               |                 |               |                             |                             |            |            |  |  |        |        |
|  | América               | Incontro per il quinto posto | Incontro per il quinto posto | 0               |                 |               | Incontro per il terzo posto | Incontro per il terzo posto |            |            |  |  |        |        |
|  |                       | Incontro per il quinto posto | Incontro per il quinto posto |                 | Real Madrid     | 2             | Incontro per il terzo posto | Incontro per il terzo posto |            |            |  |  |        |        |
|  | M. Sundowns           | 1                            | América                      | 2 (3)           | Real Madrid     | 2             |                             |                             |            |            |  |  |        |        |
|  | M. Sundowns           | 1                            | América                      | 2 (3)           |                 |               |                             |                             |            |            |  |  |        |        |
|  | Jeonbuk Hyundai       | 4                            | Atlético Nacional (dtr)      | 2 (4)           |                 |               |                             |                             |            |            |  |  |        |        |
|  | Jeonbuk Hyundai       | 4                            | Atlético Nacional (dtr)      | 2 (4)           |                 |               |                             |                             |            |            |  |  |        |        |
|  |                       |                              |                              |                 |                 |               |                             |                             |            |            |  |  |        |        |

### Play-off per i quarti di finale
| Arbitro: | Janny Sikazwe |

|                          |           |              |
| Akasaki 67’ Kanazaki 88’ | Marcatori | 50’ Dae-Wook |

### Quarti di finale
| Arbitro: | Viktor Kassai |

|              |           |                 |
| Bo-Kyung 23’ | Marcatori | 58’, 74’ Romero |

| Arbitro: | Roberto García Orozco |

|  |           |                       |
|  | Marcatori | 63’ Endō 88’ Kanazaki |

### Incontro per il quinto posto
| Arbitro: | Nawaf Shukralla |

|                                                              |           |         |
| Bo-Kyung 18’ Jong-Ho 29’ Nascimento 41’ (aut.) Shin-Wook 89’ | Marcatori | 48’ Tau |

### Semifinali
| Arbitro: | Viktor Kassai |

|  |           |                                    |
|  | Marcatori | 33’ (rig.) Doi 83’ Endō 85’ Suzuki |

| Arbitro: | Enrique Cáceres |

|  |           |                             |
|  | Marcatori | 45+2’ Benzema 90+3’ Ronaldo |

### Incontro per il terzo posto
| Arbitro: | Nawaf Shukralla |

|                                          |                      |                                       |
| Arroyo 38’ Peralta 66’ (rig.)            | Marcatori            | 6’ (aut.) Samudio 26’ Guerra          |
| Martínez Samudio Quintero Peralta Arroyo | Tiri di rigore 3 – 4 | Mosquera Nieto Bocanegra Torres Borja |

### Finale
| Arbitro: | Janny Sikazwe |

|                                          |           |                    |
| Benzema 9’ Ronaldo 60’ (rig.), 98’, 104’ | Marcatori | 44’, 52’ Shibasaki |

## Classifica finale
| Pos. | Squadra           | Confederazione |
| ---- | ----------------- | -------------- |
| 1    | Real Madrid       | UEFA           |
| 2    | Kashima Antlers   | AFC            |
| 3    | Atlético Nacional | CONMEBOL       |
| 4    | América           | CONCACAF       |
| 5    | Jeonbuk Hyundai   | AFC            |
| 6    | M. Sundowns       | CAF            |
| 7    | Auckland City     | OFC            |

## Classifica marcatori
| Gol | Rigori |  | Giocatore         | Squadra         |
| --- | ------ |  | ----------------- | --------------- |
| 4   | 1      |  | Cristiano Ronaldo | Real Madrid     |
| 2   |        |  | Silvio Romero     | América         |
| 2   |        |  | Karim Benzema     | Real Madrid     |
| 2   |        |  | Yasushi Endō      | Kashima Antlers |
| 2   |        |  | Mū Kanazaki       | Kashima Antlers |
| 2   |        |  | Gaku Shibasaki    | Kashima Antlers |
| 2   |        |  | Kim Bo-Kyung      | Jeonbuk Hyundai |
| 1   |        |  | Kim Dae-Wook      | Auckland City   |
| 1   |        |  | Shūhei Akasaki    | Kashima Antlers |
| 1   | 1      |  | Shōma Doi         | Kashima Antlers |
| 1   |        |  | Yūma Suzuki       | Kashima Antlers |
| 1   |        |  | Kim Shin-Wook     | Jeonbuk Hyundai |
| 1   |        |  | Lee Jong-Ho       | Jeonbuk Hyundai |
| 1   |        |  | Percy Tau         | M. Sundowns     |